# 田万明子
田万 明子（たまん あきこ、1898年5月20日 - 1988年4月21日）とは、日本のフェミニスト、平和運動家、著作家、美術品収集家。旧姓(旧名)沖本。配偶者は日本社会党所属の政治家、弁護士の田万清臣。

## 概要
広島県生まれ。広島の安田学園卒業後、大阪へ。
1930年、無産婦人同盟の大阪支部を結成。婦人活動家として活動する。 柴原浦子らと共に 大阪社会事業連盟婦人部会の活動や無産者産婆会の活動に邁進し、1931年には無産者産婆会の関係する愛生会玉造診療所の診療所経営を行った。
他、日本橋梁で起きた労働争議の支援や松島遊廓の娼妓のハンガーストライキを支援した。松島遊廓の一件では13人の娼妓が自由廃業している。女給税導入に反対する女給連盟設立の援助も行っている。
敗戦後、「大阪平和を守る婦人の集いの会」の会長に就任。夫の清臣と共著に「行雲流水」がある。清臣と共に仏教美術を愛好し、2人で仏教美術・近世絵画を中心とした東洋美術のコレクションを収集した。1979年、清臣が死去。清臣の一周忌である1980年には明子は清臣と共に収集した615点におよぶ東洋美術のコレクションを大阪市立美術館に寄付した。この中には狩野宗秀の作品等計4点の重要文化財も含まれているという。これらのコレクションは、現在も「田万コレクション」として、同美術館に収蔵されている。

## 関連人物
- 冨田エイ（愛染図託児所同幼稚園の園長。大阪社会事業連盟婦人部会の主要なメンバーの一人。）

## 著書
- 田万清臣、田万明子著「行雲流水」青巧社 1977年発刊。